# Carmen Sallés y Barangueras
Carmen Sallés y Barangueras, in religione Maria Carmela (Vic, 11 aprile 1848 – Madrid, 25 luglio 1911), è stata una religiosa spagnola, fondatrice delle Religiose Concezioniste Missionarie dell'Insegnamento; è stata proclamata santa da papa Benedetto XVI nel 2012.

## Biografia
Studiò presso le religiose dell'Ordine della Compagnia di Maria Nostra Signora a Manresa, poi entrò nel noviziato delle Adoratrici di Barcellona ma uscì dalla comunità senza prendere i voti.
Entrò nella congregazione insegnante delle Terziarie Domenicane di Vic, fondata nel 1856 da san Francesco Coll Guitart, ma la forma di vita delle religiose non la soddisfece e abbandonò l'istituto.
Sotto la protezione del vescovo di Burgos, nel 1893 fondò un'altra congregazione insegnante, quella delle Concezioniste di San Domenico: per le proteste delle Domenicane di Vic, il riferimento a san Domenico venne presto rimosso.
La Sallés y Barangueras resse la sua congregazione fino alla morte, nel 1911, consentendole di diffondersi in numerose città della Spagna.

## Il culto
Dichiarata venerabile nel 1996, è stata proclamata beata da papa Giovanni Paolo II il 15 marzo 1998.
È stata canonizzata da papa Benedetto XVI il 21 ottobre 2012.
La sua memoria liturgica ricorre il 25 luglio.